# Nortanapis lamond
Nortanapis lamond är en spindelart som beskrevs av Norman I. Platnick och Forster 1989. Nortanapis lamond ingår i släktet Nortanapis och familjen Anapidae.
Artens utbredningsområde är Queensland. Inga underarter finns listade i Catalogue of Life.